# Lili Rose
Ne doit pas être confondu avec Lily-Rose Depp.
Pour plus de détails, voir Fiche technique et Distribution.
Lili Rose est un film français réalisé par Bruno Ballouard, sorti en 2014.

## Fiche technique
- Titre : Lili Rose
- Réalisation : Bruno Ballouard
- Scénario : Bruno Ballouard
- Producteur délégué : Fabrice Préel-Cléach
- Production : Offshore[1]
- Photographie : Philippe Brelot
- Montage : Antoine Le Bihen
- Son : Ludovic Elias, Mathieu Vigouroux, Matthieu Langlet
- Décors : Antoine Fenske
- Costumes : Anaïs Guglielmetti
- Pays d'origine :  France
- Genre : drame
- Durée : 90 minutes
- Langue : Français
- Date de sortie : 22 octobre 2014 (France)

## Distribution
- Salomé Stévenin : Liza
- Bruno Clairefond : Xavier
- Mehdi Dehbi : Samir
- Thomas Chabrol : Pierrot
- Catherine Jacob : La sœur de Pierrot
- Xavier Robic : Franck
- Patrick Azam : Francis
- Dorian Le Clech : Enfant plage